# José Ortigoza
José Ortigoza est un footballeur international paraguayen né le 1er avril 1987. Il évolue au poste d'attaquant.